# Фармърсвил (град, Калифорния)
Фармърсвил (на английски: Farmersville) е град в окръг Тюлери, щата Калифорния, САЩ. Фармърсвил е с население от 10 778 жители (по приблизителна оценка от 2017 г.) и обща площ от 4,9 km². Намира се на 109 m надморска височина. ЗИП кодовете му са 93223, а телефонният му код е 559.